# Frans Stuurman
Franciscus Johannes Bernardus (Frans) Stuurman (Rotterdam, 17 maart 1952) is een schilder en tekenaar die woont en werkt in Rotterdam.
Stuurman studeerde van 1970 tot 1975 aan de Academie van Beeldende Kunsten in Rotterdam. Zijn geboortehuis, waar hij nog steeds woont, ligt tegenover de tramremise Hillegersberg. Hierdoor heeft hij een fascinatie ontwikkeld voor stadsgezichten, waarin geen mensen, maar voornamelijk trams, treinen en stations figureren. Zijn schilderijen in de stijl van het hedendaags realisme zijn meestal gebaseerd op bestaande straten of plekken in zijn woonplaats. Hij werkt heel precies, waardoor hij maar 1 of 2 werken per jaar maakt.
Schilderijen van Stuurman zijn opgenomen in de collecties van Museum Voorlinden, de ING en het Drents Museum.